# Irina Pamiàlova
Irina Pamiàlova –en belarús, Ірына Памялова; transliteració a partir del rus: Irina Pomélova; nom de casada: Irina Hantxuk– (Jódzina, 5 d'abril de 1990) és una esportista belarussa que va competir en piragüisme en la modalitat d'aigües tranquil·les.
Va participar en els Jocs Olímpics de Londres 2012, obtenint una medalla de bronze en la prova de K4 500 m. Va guanyar una medalla de bronze al Campionat Mundial de Piragüisme de 2011 i dues medalles al Campionat Europeu de Piragüisme: or el 2011 i plata el 2012.

## Palmarès internacional
| Jocs Olímpics     | Jocs Olímpics         | Jocs Olímpics | Jocs Olímpics |
| Any               | Lloc                  | Medalla       | Competició    |
| ----------------- | --------------------- | ------------- | ------------- |
| 2012              | Londres ( Regne Unit) | 3             | K4 500 m      |
| Campionat Mundial |                       |               |               |
| Any               | Lloc                  | Medalla       | Competició    |
| 2011              | Szeged ( Hongria)     | 3             | K4 500 m      |
| Campionat Europeu |                       |               |               |
| Any               | Lloc                  | Medalla       | Competició    |
| 2011              | Belgrad ( Sèrbia)     | 1             | K4 500 m      |
| 2012              | Zagreb ( Croàcia)     | 2             | K4 500 m      |